# Michael P. Shawver
Michael P. Shawver (* um 1984/1985 in Providence, Rhode Island) ist ein US-amerikanischer Filmeditor.

## Leben
Shawver wurde in Providence, der Hauptstadt des US-Bundesstaates Rhode Island, geboren und wuchs in North Providence auf. Sein Vater war Lehrer und Coach. Nach der Highschool studierte Shawver an der University of Rhode Island und machten einen Abschluss im Bereich der communications studies. Er bewarb sich an der USC School of Cinematic Arts und wurde aufgenommen. Hier lernte er Ryan Coogler kennen und arbeitete mit ihm an einem seiner Kurzfilme mit. Die beiden blieben einander verbunden und so übernahm Shawver einen Teil der Schnittarbeiten zu Cooglers Spielfilmdebüt Nächster Halt: Fruitvale Station (2013). Weitere Kooperationen folgten, Blood & Sinners aus dem Jahr 2025 war er der Film, bei dem Shawver allein für den Schnitt die Verantwortung trug. Sein Schaffen umfasst mehr als 20 Produktionen.
Bei der Saturn-Award-Verleihung 2018 war er gemeinsam mit Debbie Berman für die  Arbeit an Black Panther für den Saturn Award für den besten Schnitt nominiert. Für diese Arbeiten erhielten sie auch eine Nominierung von der Alliance of Women Film Journalists. Für die Fortsetzung erhielt er mit seinen Kollegen eine Nominierung für den Black Reel Award.

## Filmografie (Auswahl)
- 2011: Fig (Kurzfilm)
- 2013: Nächster Halt: Fruitvale Station (Fruitvale Station)
- 2015: Creed – Rocky’s Legacy (Creed)
- 2017: Dirty Dancing '17
- 2018: Black Panther
- 2020: Honest Thief
- 2020: A Quiet Place 2
- 2022: Black Panther: Wakanda Forever
- 2022: Blacklight
- 2024: Abigail
- 2025: Blood & Sinners (Sinners)